# Девід Фаустіно
Де́від Е́нтоні Фаусті́но (англ. David Anthony Faustino; * 3 березня 1974, Лос-Анджелес, США) — американський актор, відомий роллю Бада Банді в телесеріалі «Одружені … та з дітьми».

## Біографія
Девід Фаустіно є другим з трьох дітей Роджера і Кей Фаустіно. Старша сестра Ніколь народилася у 1969 році, а молодший брат Майкл Джеймс у 1979 р. Ще немовлям, у віці лише трьох місяців Девід вперше знявся разом з Лілі Томлін у телевізійній комедії. У віці п'яти років він почав зніматися у телевізійній рекламі. У шестирічному віці він вже дебютував у телевізійній драмі «Справа любові» (Act of Love, 1980) разом з Міккі Рурком і Роном Ховардом. У цей час він також знявся у фільмі «Маленький будинок у прерії»  (1980) поряд із Майклом Лендоном і Меліссою Гілберт.
Іншу невелику роль Девід зіграв у фільмі «Я повинна зніматися в кіно», (1982) разом з Уолтером Маттау, Енн-Маргрет, Майклом Дудікофф і Льюїс Смітом. Вже через рік він знявся в ролі сина судді, роль котрого зіграв Майкл Дуглас у драмі-тріллері «Зоряна палата», (1983). На телебаченні він також грав роль сина приватного детектива (Віктора Гарбера) у серіалі на каналі CBS «У мене було три дружини», (1985). Найбільшої слави як актор Девід зажив у ролі Бада Банді у комедії на каналі Фокс «Одружені ... та з дітьми», (1987-1997). За цю роль його номінували на разні нагроди прийнамні шість разів. У 1992 році під ім'ям Lil D він випустив свій альбом Balistyx у стилі реп. Девід Фаустіно є володарем нічного клубу у Лос-Анжелесі, який він теж назвав Balistyx.

## Фільмографія

### ролі в кіно
- 1974 — Маленький будинок у преріях (США)
- 1977—1986 — Човен кохання (США)
- 1979—1986 — Мисливець Джон (США)
- 1980 — Сила кохання (США)
- 1982 — Сент-Елсвер (США)
- 1982 — Я повинна зніматися в кіно (США)
- 1982—1989 — Сімейні узи (США)
- 1983 — Зоряна палата (США)
- 1985—1989 — Сутінкова зона (Велика Британія, Канада, США)
- 1987 — Наречена Бугеді(США)
- 1987-1997 — Одружені … та з дітьми (США)
- 1990—1993 — Паркер Льюіс не може програти (США)
- 1991—1995 — Квітка (США)
- 1993—2002 — Цілком таємно (Канада, США)
- 1994 — Смертельні присяги: Історія Александри О'Хара (США)
- 1994—1995 — Правосуддя Берка (США)
- 1995 — Шалене телебачення (США)
- 1995—1999 — Нещасливі разом (США)
- 1996 — Наодинці із вбивцею (США)
- 1998 — Джессі (США)
- 1998 — Нова сімейка Аддамс (Канада)
- 1999 — Крута здобич (США)
- 1999 — Лузер (США)
- 2000 — Детектив Неш Бріджес (США)
- 2001 — Шоу Берні Мака (США)
- 2003 — Одружені … та з дітьми: возз'єднання (США)
- 2004—2007 — Оточення (США)
- 2006 — Мозги набекрень (США)
- 2006 — Шайбу! Шайбу! (США)
- 2008 — Робоча назва (США)

### озвучування
- 1985 — Ведмедики Гаммі (США, анімаційний)
- 1999 — Бетмен майбутнього (США, анімаційний)
- 2000 — Секрети сім'ї Арно (США)
- 2001 — Проект Зета (США, анімаційний)
- 2002 — Що новенького, Скубі-Ду? (США, анімаційний)
- 2004 — Бетмен (США, анімаційний)
- 2005 — Американський тато (США, анімаційний)
- 2012 — Легенда про Корру (США,анімаційний)